# Пять центов с изображением Джефферсона
5 центов с изображением Джефферсона — монеты США номиналом 5 центов, которые чеканятся с 1938 года по сегодняшний день. Имеют несколько разновидностей.

## История

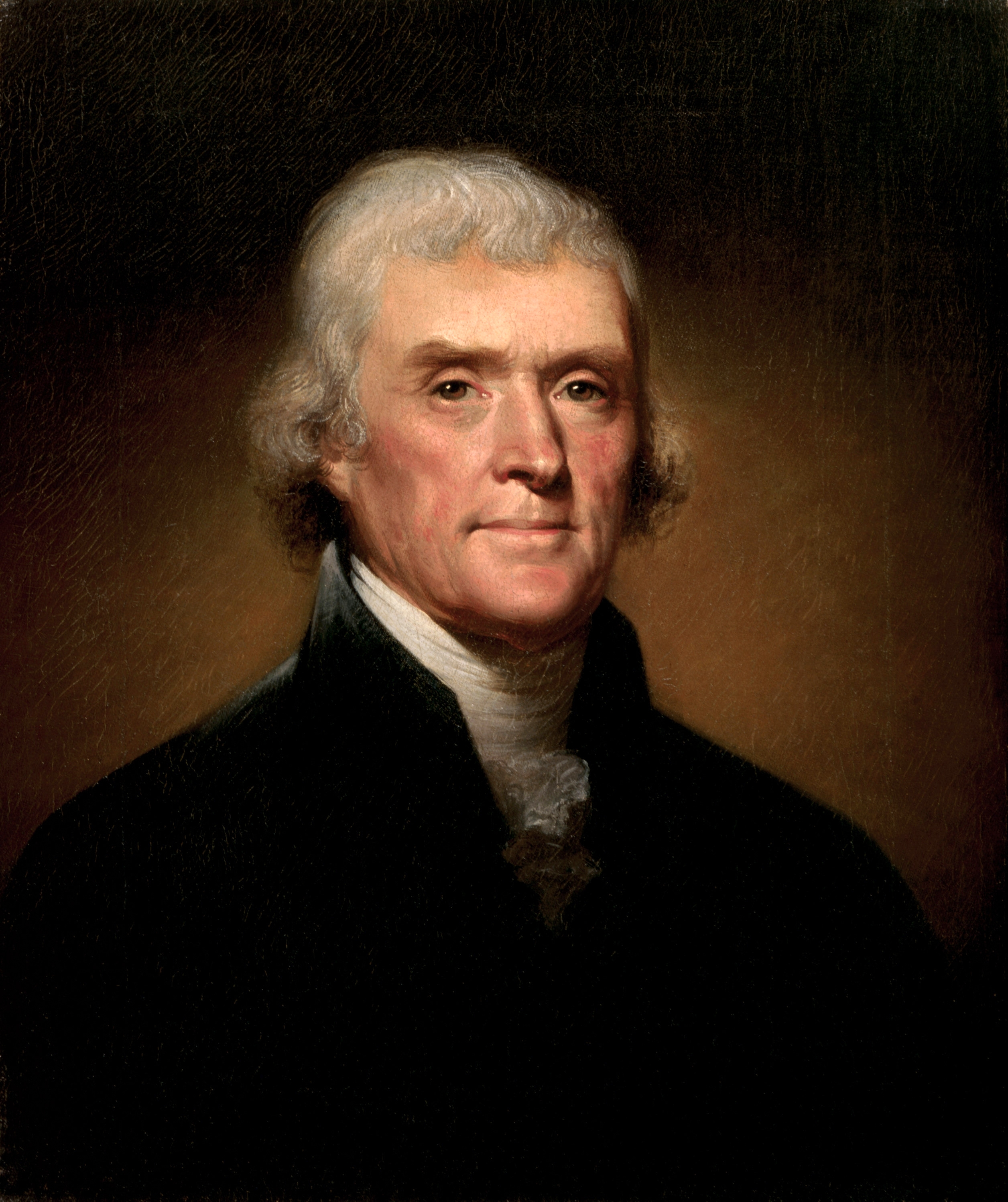
Портрет, на основе которого создано изображение Джефферсона на монетах c 2006 года

5 центов с изображением Томаса Джефферсона начали чеканить в 1938 году. Гравёр Феликс Шлаг подготовил дизайн аверса и реверса монеты достоинством в 5 центов. Его проект победил в конкурсе в 1938 году (всего на конкурсе было представлено 390 проектов) и принёс вознаграждение победителю в размере 1000 долларов. Основой изображения 3-го американского президента на аверсе монеты послужил мраморный бюст французского скульптора Гудона, сделанный во время пребывания Джефферсона во Франции. По краю монеты полукругом располагались надписи «IN GOD WE TRUST», «LIBERTY» и год чеканки монеты. Под изображением Джефферсона располагалась монограмма гравёра. Инициалы гравёра FS впервые появились на монетах в 1966 году.
На реверсе находится изображение усадьбы Джефферсона Монтичелло. По верхнему краю расположен девиз «E PLURIBUS UNUM», снизу надписи «MONTICELLO», «FIVE CENTS» и «UNITED STATES OF AMERICA».
Изначально монеты чеканились из медно-никелевого сплава, что породило обиходное название монеты — никель. В 1942—1945 годах состав монет изменился — 56 % меди, 35 % серебра и 9 % марганца.
С 2006 года чеканятся монеты, на реверсе которых вновь изображена усадьба Монтичелло, а на аверсе изображение Джефферсона, основой которого послужила картина 1800 года американского художника Рембрандта Пила. Эта монета стала первой в обиходе, на которой изображение президента подано не в профиль, а анфас. Слово «Liberty» на аверсе воспроизводит надпись, сделанную собственноручно Джефферсоном. Инициалы дизайнера Jamie Franki JNF и гравёра Донны Вивер DW помещены на воротнике Джефферсона на аверсе монеты. Инициалы гравёра Феликса Шлага FS находятся на реверсе в правой части поля монеты (возле изображения усадьбы Монтичелло).

### Серия 2004—2005 годов
В 2004 году дизайн монеты был изменён. В честь 200-летия экспедиции Льюиса и Кларка в 2004—2005 году чеканились 4 типа монет, на реверсе которых изображались эпизоды этой экспедиции. На первой из них отмечено приобретение Луизианы и сотрудничество с индейскими племенами. На второй изображена лодка, на которой экспедиция проделала большую часть пути, на третьей — бизон, являвшийся весьма распространённым в Центральной Америке того времени. На четвёртой монете символически изображено достижение цели экспедицией — выход к Тихому океану.

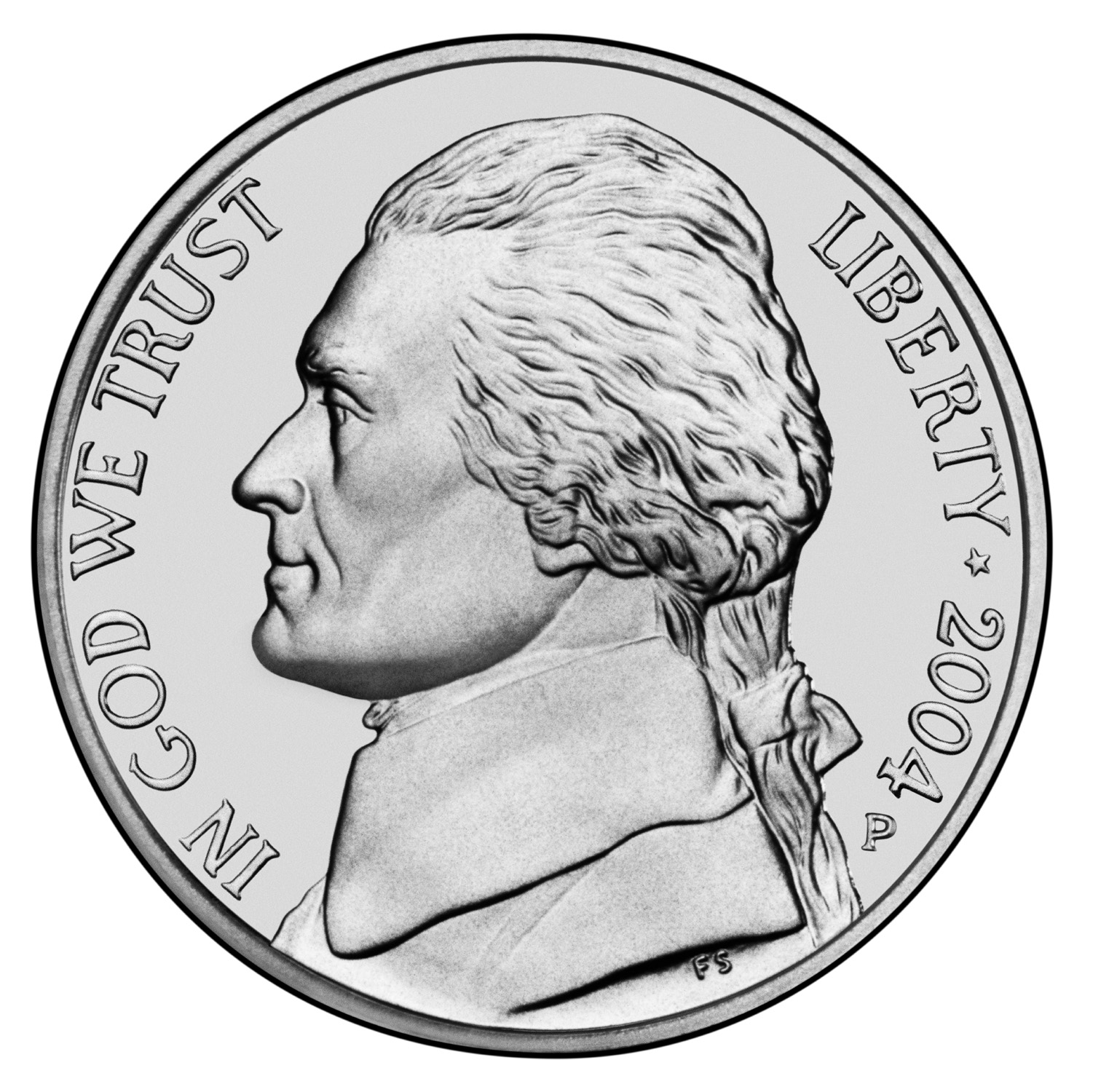
Аверс 2004 года
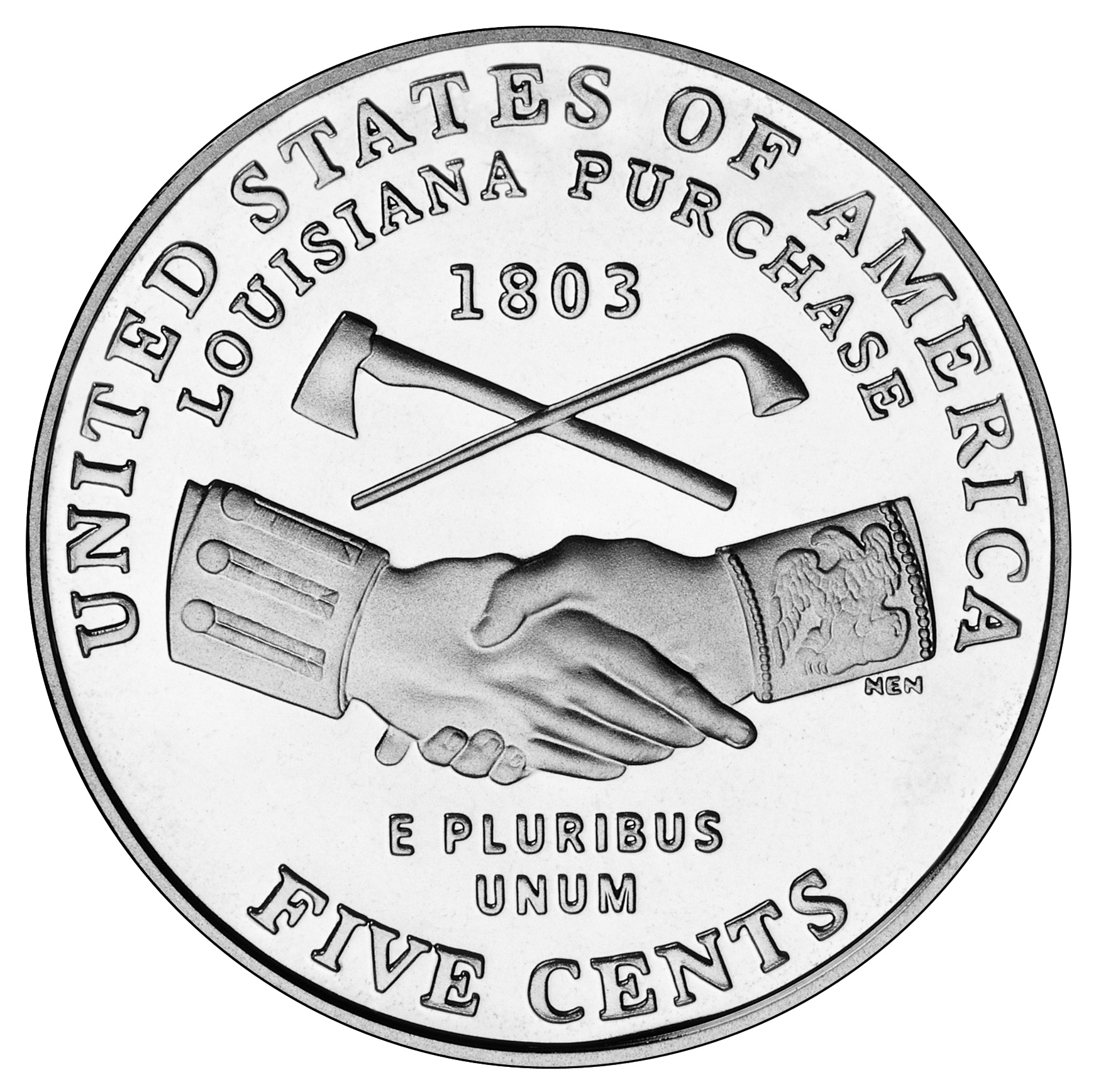
Реверс первой монеты 2004 года
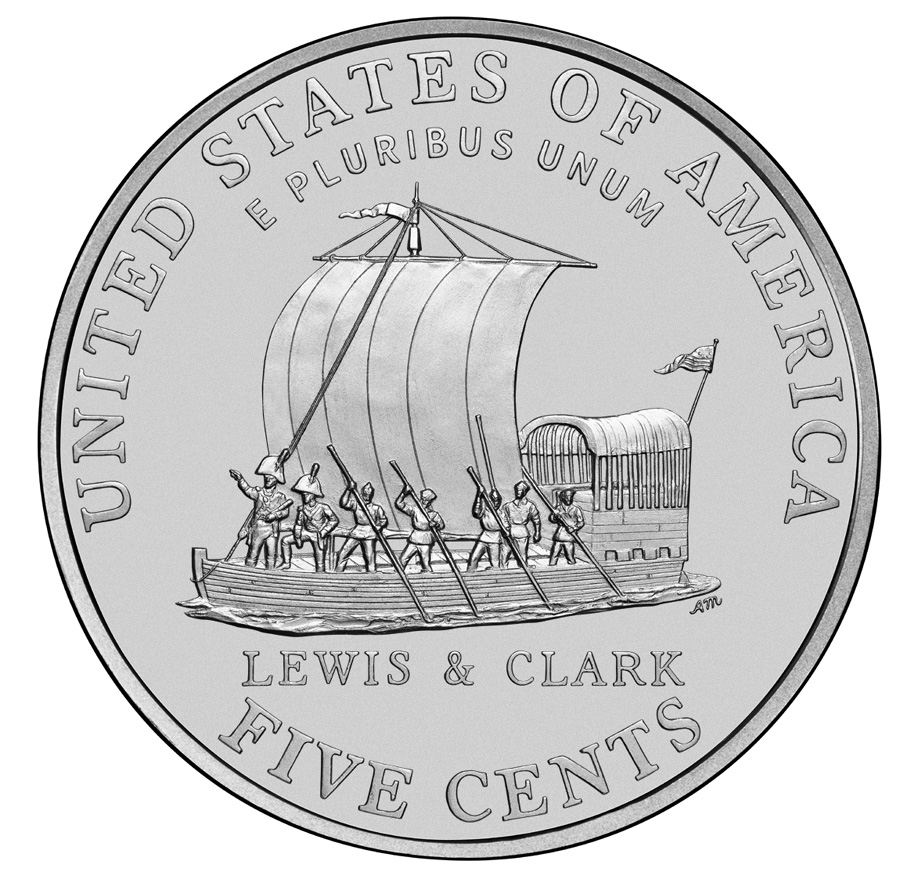
Реверс второй монеты 2004 года

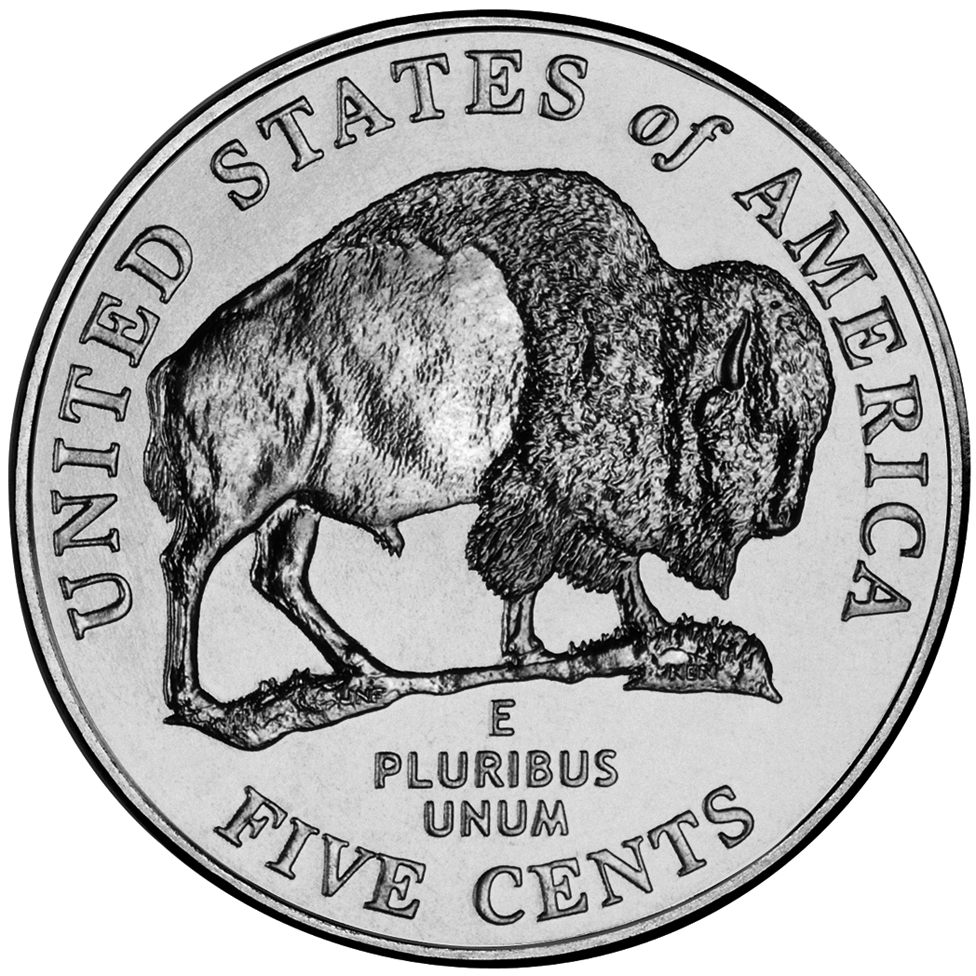
Реверс второй монеты 2005 года